# Na Logu
Na Logu je naselje u slovenskoj Općini Škofji Loki. Na Logu se nalazi u pokrajini Gorenjskoj i statističkoj regiji Gorenjskoj. 

## Stanovništvo
Prema popisu stanovništva iz 2002. godine naselje je imalo 130 stanovnika.